# EuCorVac-19
EuCorVac-19 — кандидат на вакцину проти COVID-19, розроблений компанією «EuBiologics Co».

## Клінічні дослідження

### І-ІІ фаза
23 лютого 2021 року компанія «EuBiologics Co.» розпочала клінічне дослідження вакцини «EuCorVac-19» під назвою «Безпека, толерантність та імуногенність EuCorVac-19 у профілактиці COVID-19 у здорових дорослих». Станом на 26 квітня 2021 клінічне дослідження тривало, запрошувалися нові учасники дослідження. Завершення першої фаза дослідження заплановано на березень 2022 року. Очікується, що дослідження буде завершено в січні 2023 року.